# Rosa awarica
Rosa awarica — вид рослин з родини розових (Rosaceae); ендемік північного Кавказу.

## Опис
Випростаний кущ до 1 м заввишки. Колючки середньої довжини 3–8 мм.

## Поширення
Ендемік північного Кавказу — Дагестану.